# موتورسواری

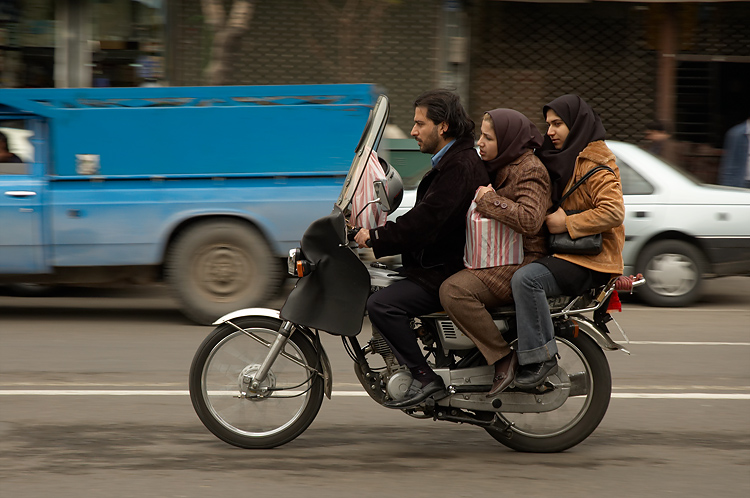
موتورسواریِ سه‌پُشته در تهران با هوندا ۱۲۵

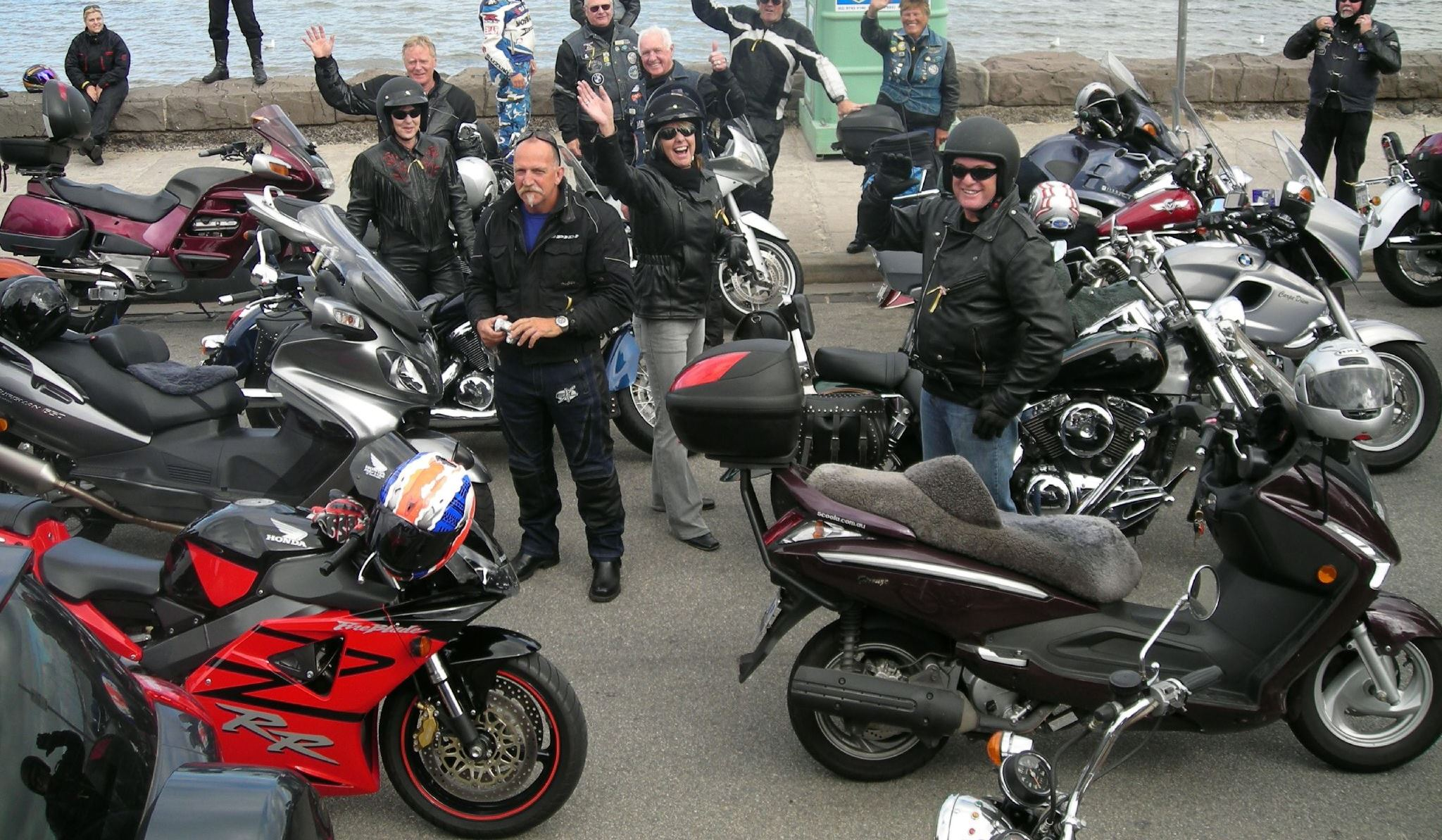
گروه‌های اجتماعی که به واسطهٔ علاقه به موتورسیکلت‌سواری به وجود می‌آیند

موتورسواری به راندن موتورسیکلت گفته می‌شود. موتورسواری برای برخی افراد، تنها شکل مقرون به صرفه از حمل‌ونقل فردیِ موتوری است. استفاده از موتورسیکلت و جابه‌جایی با موتور سیکلت‌های کوچک، از شایع‌ترین وسیله‌ها در کشورهای پُر جمعیت از جمله هند، چین و اندونزی است.
در کشورهای در حال توسعه، موتورسیکلت ها به دلیل قیمت های پایین تر و مصرف سوخت کمتر نسبت به ماشین، بسیار مفید هستند. از کل موتورسیکلت ها، 58 درصد در منطقه آسیا و اقیانوسیه و جنوب و شرق آسیا هستند، به استثنای ژاپن که خودرو محور است.
موتورسیکلت ها عمدتاً در کشورهای توسعه یافته کالای لوکس هستند، جایی که بیشتر برای تفریح، به عنوان سبک زندگی یا نمادی از هویت شخصی استفاده می شوند. موتورسواری فراتر از یک وسیله حمل و نقل موتوری یا ورزش ، به یک خرده فرهنگ و سبک زندگی تبدیل شده است . اگرچه موتورسواری عمدتاً یک فعالیت انفرادی است، اما موتورسواری می‌تواند اجتماعی باشد و موتورسواران تمایل به داشتن حس اجتماعی با یکدیگر دارند. 

## دلایل راندن موتورسیکلت
برای اکثر موتورسواران، موتورسیکلت یک نوع حمل‌ونقل ارزان‌تر و راحت‌تر است که باعث ازدحام کمتری در داخل شهرها می‌شود و اثرات زیست‌محیطی کمتری نسبت به مالکیت خودرو دارد. 
برای برخی دیگر موتور سواری یک فعالیت اجتماعی و تفریح است.

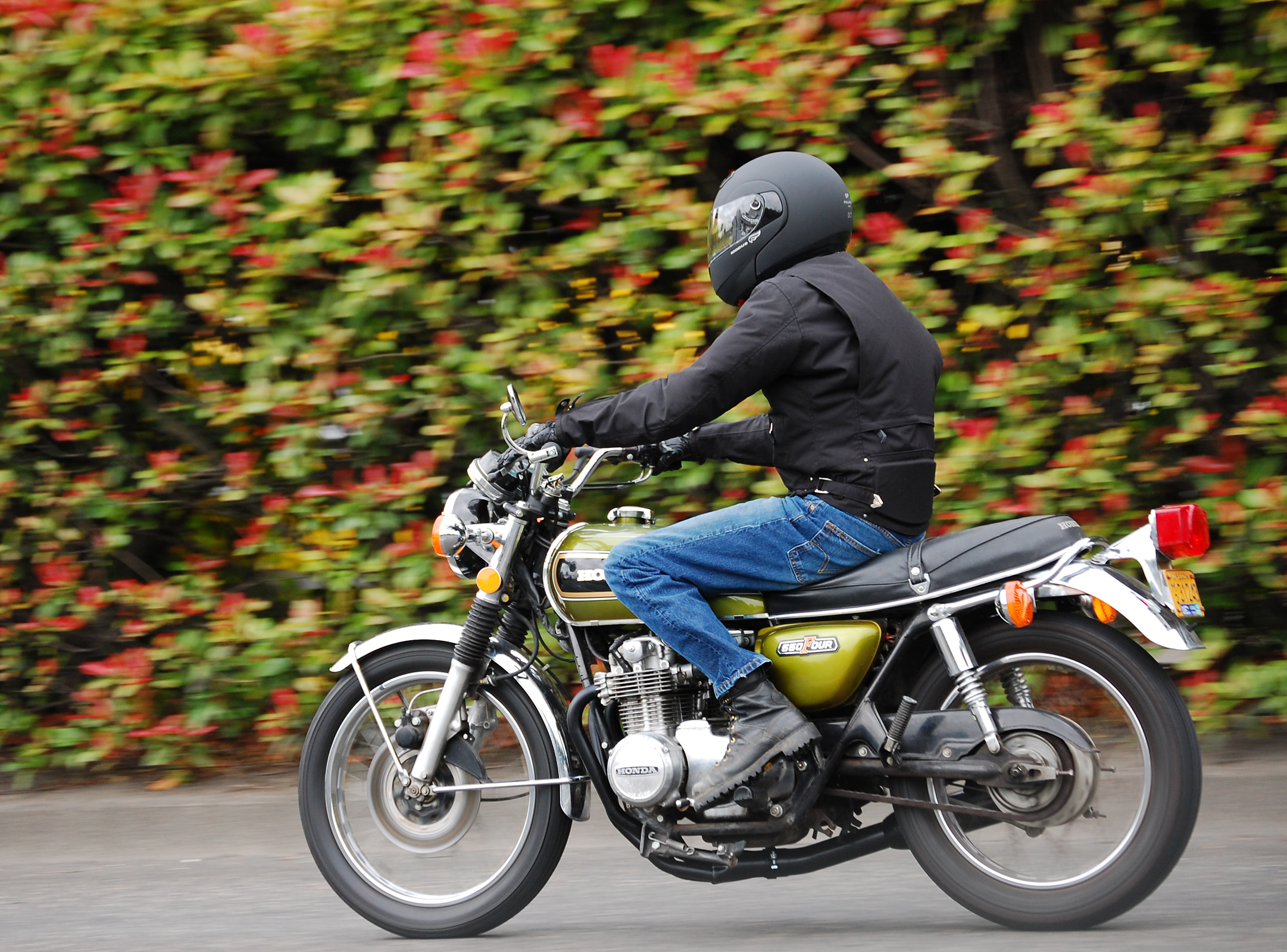
هوندا سی‌بی۵۵۰ یک موتورسیکلت استاندارد ۵۴۴ سی سی (۳۳٫۲ مکعب اینچ) است که توسط هوندا از سال ۱۹۷۴ تا ۱۹۷۸ ساخته شده است. دارای یک موتور چهارسیلندر خطی میل‌سوپاپ بالاسری همراه با خنک‌کننده و مرطوب‌کننده هوا است. اولین نسخه، سی‌بی۵۵۰کی، توسعه ای از سی‌بی۵۰۰ قبلی بود و مانند نسخه قبلی خود دارای چهار لوله اگزوز و چهار صدا خفه کن و چرخ‌های سیمی بود.

## شاخه‌ها
موتورسواری شاخه‌های گوناگونی دارد و از تفریحی و مسابقه‌ای تا کاری و شرکت در گروه‌های اجتماعی خاص همچون کلوپ موتورسواری و دسته‌های موتورسوار را در بر می‌گیرد.

## مسائل مورد توجه
امنیت پایین موتورسوار، همواره از مسائل مورد توجه در این رشته بوده است. استفاده از وسیله با سرعتِ مطمئنه، تعمیر و نگهداری موتور سیکلت و استفادهٔ درست از آن نیز از مسائل دیگرِ موردِ توجه هستند.